# RCN Radio
RCN Radio es un conglomerado de radios colombiano. Es propiedad de la Organización Ardila Lülle.

## Historia
Fue fundada el 11 de febrero de 1949 por Enrique y Roberto Ramírez, quien son los dueños de la Emisora Nueva Granada de Bogotá y La Voz de Medellín que, junto con Radio Pacífico de Cali, transmitiría el primer Congreso Eucarístico de Cali originalmente para ambas ciudades. Debido a la magnitud del evento, varias emisoras a nivel nacional mostraron su interés en transmitirlo. Por falta de equipos y de dinero, los hermanos Ramírez propusieron la unión de todas las emisoras bajo el nombre de Radio Cadena Nacional para transmitir el Congreso con un solo micrófono para todo el país por medio de repetidoras.
Enrique Ramírez adquirió el primer equipo FM de 250 vatios en Colombia y lo trasladó al cerro de Monserrate en Bogotá, así como las repetidoras de la Emisora Nueva Granada en Medellín y en Manizales. 
En 1947, la textilería antioqueña Fabricato adquirió el 50% de la emisora. 
En 1948, la estación instaló las antenas para unir a Cali con las emisiones de la cadena, que llegó a cubrir a Bucaramanga. 
Tras el Bogotazo, el gobierno ordenó el cierre de varias emisoras de Radio Cadena Nacional y forzó a la radio a censurar su postura política, con la eliminación de toda su programación política. Por ende, la cadena fue obligada a cambiar su enfoque hacia el entretenimiento, con radionovelas y presentaciones artísticas en vivo. Después, la radio introdujo las transmisiones deportivas como la Vuelta a Colombia y los partidos de la Primera División de Fútbol de Colombia y del Mundial de Fútbol con el nombre de Fútbol RCN y en algunos partidos se enlaza con la emisora Antena 2, en Barranquilla con Radio Uno para fútbol colombiano y para los partidos de la Selección Colombia, 
y en el resto de ciudades de la Costa, Radio Uno transmite únicamente los partidos de la Selección Colombia.
también con esta emisora al igual que Rumba Estéreo y La Cariñosa.
Desde el 17 de julio de 2023, el servicio de noticias de la cadena básica de RCN Radio se fusionó con La FM para llamarse bajo el nombre de La FM de RCN, con la dirección de Luis Carlos Vélez.
El 4 de octubre de 2024, Luis Carlos Vélez dejó la dirección de La FM tras la controversia generada por sus declaraciones en torno a la COP16 y al cubrimiento realizado por el canal regional Telepacífico. A partir del 7 de octubre, la dirección del Noticiero de La FM fue asumida por Juan Lozano.
El 4 de agosto de 2025, RCN Radio implementó un proceso de reorganización a nivel nacional en su red de emisoras. En este proceso despareció RCN cadena básica, y La FM pasó a ser la nueva cadena básica del sistema, asumiendo progresivamente las frecuencias que antes correspondían a la señal principal de RCN cadena básica, tanto en FM como en algunas frecuencias AM. A su vez, la emisora  Alerta ocupó todas las frecuencias de La Cariñosa, y otras de la cadena cadena básica, de las frecuencias en la banda AM, según la plaza, y otras como Radio Red y Radio Cristal están en enlace permanente con Radio Uno en sus respectivas ciudades.
El proceso de transición se concretó el 31 de julio de 2025 a las 11:59 p. m. después del final de Nocturna RCN, momento en el que RCN Cadena Básica finalizó oficialmente sus transmisiones después de más de 75 años de historia. A partir de la medianoche del 1º de agosto, La FM Plus tomó el control de 2 frecuencias que anteriormente pertenecían a la señal básica y 2 frecuencias que anteriormente eran Fantástica y Radio Uno Bucaramanga, comenzando una nueva etapa en la radiodifusión del sistema RCN.
No obstante, la señal de la cadena básica finalizó completamente sus transmisiones en la banda AM a las 4:00 a. m. del 1º de agosto, siendo reemplazada por La FM como emisora repetidora en esas frecuencias.

### Emisoras afiliadas a RCN Radio
| Nombre                       | Ciudad                | Departamento       | Frecuencia AM (código de identificación) | Frecuencia FM (código de identificación) |
| ---------------------------- | --------------------- | ------------------ | ---------------------------------------- | ---------------------------------------- |
| Armonías del Caquetá         | Florencia             | Caquetá            | 970 HJVK                                 |                                          |
| La Voz del Chocó             | Quibdó                | Chocó              | 1150 HJTE                                |                                          |
| La Voz de la Dorada          | La Dorada             | Caldas             | 1380 HJLG                                |                                          |
| La Voz de los Araucanos      | Arauca                | Arauca             | 1110 HJGP                                |                                          |
| La Voz de Yopal              | Yopal                 | Casanare           |                                          | 105.3 HJI72                              |
| Marandua Stereo              | San José del Guaviare | Guaviare           |                                          | 100.7 HJM41                              |
| Buturama Stereo              | Aguachica             | Cesar              |                                          | 101.7 HJC31                              |
| Ondas del Porvenir de Boyacá | Samacá                | Boyacá             | 910 HJTT                                 |                                          |
| Cuista Stereo                | Nobsa                 | Boyacá             |                                          | 106.6 HKD31                              |
| La Reina                     | Mocoa                 | Putumayo           |                                          | 106.3 HJB45                              |
| Diamante Stereo              | San Francisco         | Putumayo           |                                          | 90.3 HJC43                               |
| Ke Buena                     | Orito                 | Putumayo           |                                          | 100.3 HJO70                              |
| Ecos del Catatumbo           | Tibú                  | Norte de Santander |                                          | 99.7 HJO61                               |
| Marandúa Stereo              | Puerto López          | Meta               |                                          | 101.3 HJN38                              |
| Dulce Stereo                 | Pacho                 | Cundinamarca       |                                          | 106.3 HJL68                              |
| Jazmar Estéreo               | Villeta               | Cundinamarca       |                                          | 101.3 HJXC                               |
| Radio Las Lajas              | Ipiales               | Nariño             |                                          | 103.9 HJF43                              |
| Brisas del San Juan          | Istmina               | Chocó              |                                          | 106.3 HJB34                              |
| Armonías del Palmar          | Palmira               | Valle del Cauca    | 1380 HJEJ                                |                                          |
| Radio Robledo                | Cartago               | Valle del Cauca    | 840 HJNA                                 |                                          |
| La Reina FM                  | Garzón                | Huila              |                                          | 93.6 HJAB                                |
| La Fiera FM Stereo           | Timaná                | Huila              |                                          | 92.3 HJC45                               |
| Global Estéreo               | La Plata              | Huila              |                                          | 96.8 HJM58                               |

Se enlaza en la mañana con La FM para transmitir el informativo La FM de RCN de lunes a viernes de 4:00 a. m. a 10:00 a. m. 
(*) Se enlaza al mediodía con RCN Radio para transmitir las noticias locales. 
Es posible escuchar RCN Radio en Nueva York en los 98.7 y 89.9 FM a través de RCN Radio Internacional. También en el Real Audio de RCN Mundo.
Por la televisión digital terrestre, RCN Radio estuvo disponible en el canal 15.5, ahora ocupado por la FM. Además, fue distribuido por proveedoras de televisión por suscripción como DirecTV en el canal 991 y Claro TV en el canal 852.
Por decisión de las directivas RCN Radio a finales de 2019 se dejaron de emitir los diales en las ciudades de Apartadó (Antioquia) 1310 AM, Florencia (Caquetá) 1440 AM, La Dorada (Caldas) 1080 AM y Barbosa (Santander) 1140 AM, las cuales fueron devueltas al Estado a través del Ministerio de las TIC. 
En Tuluá (Valle del Cauca), la frecuencia 1170 AM fue cedida a La Cariñosa desde el 1 de octubre de 2024 ya que su frecuencia original 1560 AM fue devuelta al Estado a través del Ministerio de las TIC. Adicionalmente, en Sincelejo (Sucre), Sogamoso (Boyacá), Buenaventura (Valle del Cauca) y Barrancabermeja (Santander) dejaron de emitir el 3 de octubre de 2024. Las frecuencias 1340 AM (Sincelejo), 1200 AM (Sogamoso), 1340 AM (Buenaventura), 1320 AM (Barrancabermeja) y 89.7 FM Radio Fantástica, fueron devueltas al Estado a través del Ministerio de las TIC.

## Emisoras

### Emisoras habladas (información, opinión, noticias y deportes)
Estas emisoras tienen como prioridad la información, el análisis y el servicio a la comunidad, aunque algunas pueden incluir segmentos musicales de acompañamiento:
| Logo | Emisora  | Estilo           | Formato                |
| ---- | -------- | ---------------- | ---------------------- |
|      | La FM    | Nacional         | AM, FM, TDT e Internet |
|      | Alerta   | Local y regional | AM, FM, TDT e Internet |
|      | Antena 2 | Deportivo        | AM e Internet          |

### Emisoras musicales
Estas emisoras están enfocadas en el entretenimiento musical, acompañando al oyente con géneros específicos y, en algunos casos, breves secciones de interacción o noticias ligeras. La música es su eje principal.
| Logo | Emisora    | Estilo               | Formato                |
| ---- | ---------- | -------------------- | ---------------------- |
|      | La FM Plus | Adulto Contemporáneo | FM, TDT e Internet     |
|      | Radio Uno  | Crossover            | AM, FM, TDT e Internet |
|      | La Mega    | Juvenil              | FM, TDT e Internet     |
|      | El Sol     | Salsa y tropical     | AM, FM e Internet      |

### Virtuales
Estas emisoras solo transmiten en línea a través de la plataforma RCN Mundo:
Clásica: Obras de la música clásica universal.

## Emisoras desaparecidas
Otras estaciones que estuvieron en RCN Radio fueron: Emisora Nueva Granada (1935-1989), Radio Pacífico (1942-1983), La Voz de la Sabana (1976-1981), Emisora Monserrate (1978-1983), Radio El Sol (1981-1989), Radio Horizonte (1982-1987), Radio Tequendama (1982-1991), Barranquilla Estéreo (1982-1993), Radio Internacional (1991-1994), Radio Palonegro, 610 Bolero (1994-2000; 2006-2008), Radio Mundial (1973-1987), Bolero Stéreo (2008-2010), Antena 2 Plus (2014), Amor Estéreo (1982-2025), Fiesta (2005-2025), Rumba Estéreo (1987-2025), Fantástica (2011-2025), RCN Radio Cadena Básica (1949-2025) y La Cariñosa (2000-2025).

## Sede

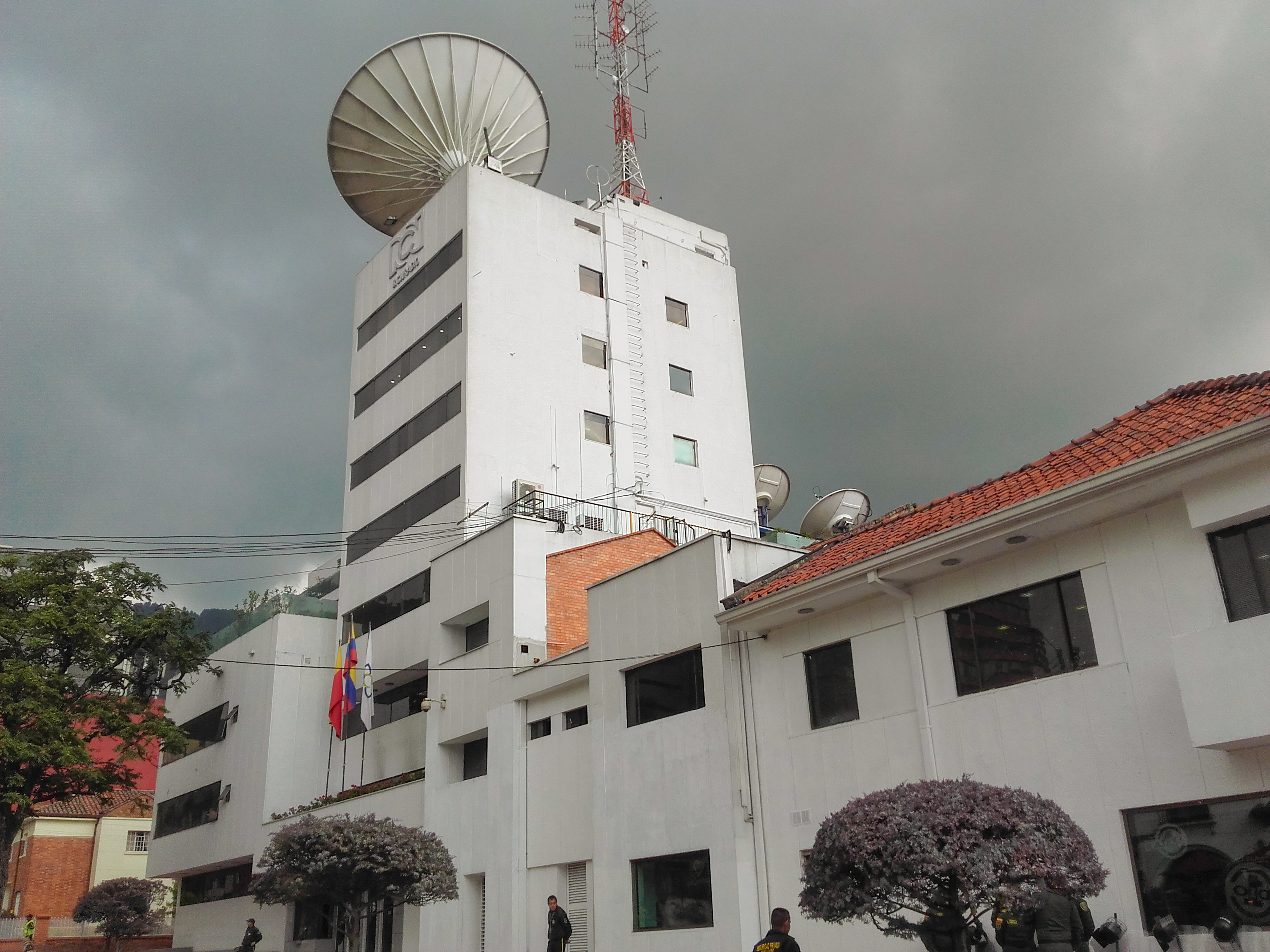
Sede principal en Bogotá

Las oficinas principales de RCN Radio están en la calle 37 # 13A-19 en la localidad de Santa Fe en Bogotá.

## Presidentes
- Jimmy Garcia Camargo
- Gustavo Castro Caicedo
- Ricardo Londoño Londoño
- Fernando Molina Soto (1999-2025)
- José Antonio de Brigard (e) (2025-)